# شارع الأمير بدر بن عبد العزيز
شارع الأمير بدر بن عبد العزيز أحد شوارع حي الربوة بالرياض. يبدأ الشارع من الطريق الدائري الشرقي، وينتهي بطريق النهضة، وسمي نسبة إلى الأمير بدر بن عبد العزيز آل سعود نائب رئيس الحرس الوطني. وهو يتقاطع مع عدد من الشوارع بمدينة الرياض أحدها شارع الأمير متعب بن عبد العزيز. وتقع رئاسة الحرس الوطني على الشارع.